# Dodonaea hispidula
Dodonaea hispidula är en kinesträdsväxtart som beskrevs av Stephan Ladislaus Endlicher. Dodonaea hispidula ingår i släktet Dodonaea och familjen kinesträdsväxter.

## Underarter
Arten delas in i följande underarter:
- D. h. arida
- D. h. phylloptera